# Lunar New Year Cup
La Lunar New Year Cup, precedentemente nota come Carlsberg Challenge o Carlsberg Cup, è un torneo internazionale amichevole di calcio, organizzato a Hong Kong a cadenza annuale su invito da parte della Federazione calcistica di Hong Kong (HKFA) sin dal 1908. Si tiene solitamente il primo e il quarto giorno del Capodanno lunare (tra fine gennaio e inizio febbraio) come parte delle celebrazioni del nuovo anno. Il torneo è stato chiamato Carlsberg Cup dal 1986 al 1989 e poi dal 1993 al 2006, in quanto in quel periodo l'azienda Carlsberg era lo sponsor principale dell'evento.
Dall'edizione del 2007 dell'evento la competizione è stata ufficialmente chiamata "Lunar New Year Cup" dalla Federazione calcistica di Hong Kong. Questo perché da quell'anno Carlsberg non è più lo sponsor principale, ma un semplice co-sponsor. Nel 2011 e nel 2012 il nome dell'evento è stato cambiato in "Asian Challenge Cup".

## Storia
Inizialmente, una squadra in tournée (solitamente europea) visitava Hong Kong giocando partite di esibizione contro squadre locali combinate. Nel periodo precedente e a cavallo della Seconda guerra mondiale, la Lunar New Year Cup fu giocata solo da squadre di Hong Kong e della Cina continentale. Successivamente, dal 1950, l'HKFA ricominciò ad invitare alla competizione almeno una squadra di club straniera, e occasionalmente anche selezioni nazionali (edizioni 1978, 1986, 1989, 1990 e 1991). Nel 1983, per la prima volta, ci fu una sponsorizzazione principale per la competizione ed il numero di squadre di club o selezioni nazionali straniere invitate aumentò variando negli anni successivi da un minimo di due ad un massimo di tre. Solo nell'edizione del 1986 non venne invitata alcuna squadra di club ma solo selezioni nazionali straniere.
Dal 1993 al 2007, in concomitanza con la sponsorizzazione principale di Carlsberg, la formula degli inviti mutò e furono invitate a partecipare alla competizione solo squadre nazionali e non più squadre di club. Molte delle partite di quel periodo furono riconosciute dalla FIFA come incontri internazionali a tutti gli effetti. Nel 2007, con il cambio di denominazione e di sponsorizzazione, il torneo tornò ad essere riservato a squadre di club, sia straniere che di Hong Kong.
Le edizioni dal 2020 al 2022 sono state cancellate a causa della Pandemia di COVID-19, mentre l'edizione del 2023 è stata annullata per problemi di sicurezza legati all'invasione militare russa dell'Ucraina. Con la ripresa del torneo le recenti edizioni del 2024 e del 2025 hanno visto la partecipazione di sole due squadre, ovvero la Hong Kong Legends, una selezione di ex giocatori della nazionale di Hong Kong, e la World Legends, una selezione di ex campioni internazionali del mondo del calcio, tra cui ad esempio Francesco Totti, Alessandro Del Piero, Rivaldo, Kaká, Júlio César, Cafu, Carles Puyol, David Villa, Ryan Giggs, Wesley Sneijder, Juan Sebastián Verón, Petr Čech e Paul Scholes.
Indipendentemente dalla formula del torneo e dalla presenza di club stranieri oppure di selezioni nazionali straniere, fino al 2019 alla competizione hanno sempre preso parte la nazionale maggiore di Hong Kong e/o la selezione Hong Kong League XI oppure squadre di club di Hong Kong. La selezione Hong Kong League XI era una squadra composta dai migliori giocatori militanti nella Premier League di Hong Kong (fino al 2014 denominata Hong Kong First Division League). Potevano essere inclusi in questa squadra sia giocatori con nazionalità di Hong Kong che stranieri, compresi quelli della Cina continentale.
La formula del torneo è spesso mutata, con un numero di squadre partecipanti variabile da due a otto a seconda dell'edizione. In presenza di quattro squadre il torneo ha previsto generalmente gare secche di semifinale e poi di finale, mentre in presenza di tre squadre si è svolto quasi sempre un triangolare con girone all'italiana.

## Nome della competizione e sponsorizzazione
| Anno      | Denominazione                                     | Sponsor principale                    |
| --------- | ------------------------------------------------- | ------------------------------------- |
| 1983      | Coupe du Solvil et Titus                          | Solvil et Titus                       |
| 1984      | Adidas Gold Cup                                   | Adidas                                |
| 1986–1989 | Carlsberg Cup                                     | Carlsberg                             |
| 1990–1992 | Marlboro Cup                                      | Marlboro                              |
| 1993–2006 | Carlsberg Cup                                     | Carlsberg                             |
| 2008      | Wing Lung Bank Cup                                | Wing Lung Bank                        |
| 2010      | Fortis Insurance Company Tiger Lunar New Year Cup | Fortis Insurance Company              |
| 2011      | RedMR Asian Challenge Cup                         | RedMR                                 |
| 2012      | Nikon Asian Challenge Cup                         | Nikon                                 |
| 2013      | China Mobile Satellite Communications Cup         | China Mobile Satellite Communications |
| 2014      | AET Cup                                           | AET                                   |
| 2017      | Nike Lunar New Year Cup                           | Nike                                  |
| 2019      | Tonghai Financial Chinese New Year Cup            | China Tonghai Financial               |
| 2024–2025 | FWD Insurance Chinese New Year Cup                | FWD Group                             |

## Albo d'oro
| Edizione  | Vincitore                               | Secondo posto                       | Terzo posto                         | Quarto posto                        |
| --------- | --------------------------------------- | ----------------------------------- | ----------------------------------- | ----------------------------------- |
| 1908–1959 | Incontri interporto e di esibizione     | Incontri interporto e di esibizione | Incontri interporto e di esibizione | Incontri interporto e di esibizione |
| 1960      | Deportivo Municipal & Sport Boys United | HKFA XI                             | All Hong Kong                       | Combined Chinese                    |
| 1961      | Young Boys                              | Hong Kong Selection                 | All Hong Kong                       | Combined Chinese                    |
| 1962      | Combined Chinese                        | Hong Kong Selection                 | Örgryte                             | Hong Kong League XI                 |
| 1963      | Combined Chinese                        | Hong Kong League XI                 | Berlino Ovest XI                    | Hong Kong Selection                 |
| 1964      | KB                                      | Hong Kong League XI                 | Combined Chinese                    | Hong Kong                           |
| 1965      | B 1909                                  | Hong Kong                           | Hong Kong League XI                 | Combined Chinese                    |
| 1966      | OFK Belgrado                            | Hong Kong League XI                 | Hong Kong                           | Combined Chinese                    |
| 1967      | Sparta Praga                            | Hong Kong League XI                 | Hong Kong                           | Combined Chinese                    |
| 1968      | Losanna                                 | Hong Kong                           | Combined Chinese                    | Hong Kong League XI                 |
| 1969      | Hong Kong League XI                     | Odense                              | Hong Kong                           | Combined Chinese                    |
| 1970      | Inter Bratislava                        | Hong Kong League XI                 | Hong Kong                           | Combined Chinese                    |
| 1971      | SV Wattens                              | Hong Kong                           | Hong Kong League XI                 | Combined Chinese                    |
| 1972      | Cruzeiro                                | Hong Kong                           | Combined Chinese                    | Hong Kong League XI                 |
| 1973      | Benfica                                 | Hong Kong League XI                 | Combined Chinese                    | Hong Kong                           |
| 1974      | Hong Kong                               | CA Juventus                         | Sporting Lisbona                    | —                                   |
| 1975      | Independiente                           | Hong Kong                           | Hong Kong League XI                 | Hong Kong Selection                 |
| 1976      | Grasshoppers                            | Hong Kong League XI                 | Hong Kong                           | Hong Kong Selection                 |
| 1977      | Sparta Rotterdam                        | Hong Kong                           | Hong Kong League XI                 | —                                   |
| 1978      | Cina                                    | Hong Kong / Hong Kong League XI     | Servette                            | —                                   |
| 1979      | Guangdong                               | Öster                               | Hong Kong / Hong Kong League XI     | —                                   |
| 1980      | Stella Rossa                            | Hong Kong League XI                 | Hong Kong                           | —                                   |
| 1981      | Dinamo Zagabria                         | Hong Kong League XI                 | Hong Kong                           | —                                   |
| 1982      | Austria Vienna                          | Hallelujah FC                       | Seiko SA                            | Hong Kong League XI                 |
| 1983      | Hong Kong League XI                     | Hallelujah FC                       | Aarhus                              | Beijing                             |
| 1984      | Partizan                                | Hong Kong League XI                 | Daewoo Royals                       | Lyngby                              |
| 1985      | Hong Kong League British XI             | Hong Kong League XI                 | Guangzhou Baiyun                    | Shanghai                            |
| 1986      | Paraguay                                | Corea del Sud                       | Hong Kong League XI                 | —                                   |
| 1987      | Brøndby                                 | Hong Kong League XI                 | Beijing                             | Shanghai                            |
| 1988      | Hong Kong League XI                     | Aarhus                              | Lucky-Goldstar Hwangso              | Dalian                              |
| 1989      | Malmö FF                                | Cina                                | Hong Kong                           | Odense                              |
| 1990      | Sparta Praga                            | Cina                                | Spartak Mosca                       | Hong Kong League XI                 |
| 1991      | Hong Kong League XI                     | Aston Villa                         | Dinamo Mosca                        | Thailandia                          |
| 1992      | Hong Kong League XI                     | Partizan                            | Steaua Bucarest                     | Young Boys                          |
| 1993      | Svizzera                                | Hong Kong League XI                 | Danimarca U-21                      | Giappone B                          |
| 1994      | Danimarca                               | Hong Kong League XI                 | Romania                             | Stati Uniti                         |
| 1995      | Jugoslavia                              | Corea del Sud U-21                  | Colombia                            | Hong Kong League XI                 |
| 1996      | Svezia                                  | Giappone                            | Polonia                             | Hong Kong League XI                 |
| 1997      | Russia                                  | Svizzera                            | Jugoslavia                          | Hong Kong League XI                 |
| 1998      | Nigeria                                 | Hong Kong League XI                 | Iran                                | Cile                                |
| 1999      | Messico                                 | Egitto                              | Bulgaria                            | Hong Kong League XI                 |
| 2000      | Rep. Ceca                               | Messico                             | Giappone                            | Hong Kong League XI                 |
| 2001      | Norvegia                                | Hong Kong League XI                 | Corea del Sud                       | Paraguay                            |
| 2002      | Honduras                                | Hong Kong League XI                 | Slovenia                            | Cina                                |
| 2003      | Uruguay                                 | Iran                                | Danimarca League XI                 | Hong Kong League XI                 |
| 2004      | Norvegia                                | Honduras                            | Svezia                              | Hong Kong League XI                 |
| 2005      | Brasile                                 | Hong Kong                           | —                                   | —                                   |
| 2006      | Danimarca                               | Corea del Sud                       | Croazia                             | Hong Kong                           |
| 2007      | Giamaica olimpica                       | Cina olimpica                       | Australia olimpica                  | Hong Kong League XI                 |
| 2008      | Hong Kong League XI                     | Hajduk Spalato                      | Peñarol                             | Ulsan HD                            |
| 2009      | South China & TSW Pegasus United        | Sparta Praga                        | Suwon Bluewings                     | Hong Kong League XI                 |
| 2010      | Pohang Steelers                         | Kitchee                             | South China & TSW Pegasus United    | —                                   |
| 2011      | Tianjin Teda                            | Guangzhou Evergrande                | Ulsan HD                            | South China                         |
| 2012      | Seongnam Ilhwa Chunma                   | Shimizu S-Pulse                     | Guangzhou R&F                       | South China                         |
| 2013      | Busan IPark                             | Shanghai East Asia                  | Hong Kong League XI                 | Muangthong United                   |
| 2014      | Citizen & Cuenca United                 | Olhanense                           | Kryl'ja Sovetov                     | FC Tokyo                            |
| 2015      | New York Cosmos                         | South China                         | —                                   | —                                   |
| 2016      | Hong Kong League XI                     | Hong Kong                           | —                                   | —                                   |
| 2017      | Auckland City                           | Kitchee                             | Muangthong United                   | FC Seoul                            |
| 2018      | Hong Kong League XI                     | Hong Kong                           | —                                   | —                                   |
| 2019      | Shandong Luneng                         | Sagan Tosu                          | Hong Kong League XI                 | Auckland City                       |
| 2020      | Edizioni cancellate                     | Edizioni cancellate                 | Edizioni cancellate                 | Edizioni cancellate                 |
| 2021      | Edizioni cancellate                     | Edizioni cancellate                 | Edizioni cancellate                 | Edizioni cancellate                 |
| 2022      | Edizioni cancellate                     | Edizioni cancellate                 | Edizioni cancellate                 | Edizioni cancellate                 |
| 2023      | Edizioni cancellate                     | Edizioni cancellate                 | Edizioni cancellate                 | Edizioni cancellate                 |
| 2024      | World Legends                           | Hong Kong Legends                   | —                                   | —                                   |
| 2025      | World Legends                           | Hong Kong Legends                   | —                                   | —                                   |